# Jakob Schubert
Jakob Schubert, né le 31 décembre 1990 à Innsbruck, est un grimpeur sportif autrichien considéré comme l’un des grimpeurs les plus complets et performants de l’histoire.
Spécialisé dans les compétitions d'escalade, il a été 6 fois champion du monde et 7 fois vainqueur de la coupe du monde d'escalade, dans les épreuves de difficulté et de combiné. En février 2025, avec 13 titres mondiaux, Schubert détient le record du plus grand nombre de médailles d'or de l'IFSC parmi tous les grimpeurs de compétition masculins de l'histoire. Aux Jeux olympiques d'été, il a remporté deux médailles de bronze, lors de l'épreuve d'escalade en 2021 à Tokyo et celle du combiné d'escalade en 2024 à Paris.
Outre l'escalade de compétition, Schubert est l'un des trois grimpeurs au monde à avoir réalisé l'ascension d'une voie cotée au niveau maximum actuel (9c / 5.15d), depuis qu'il a réussi la première ascension de la voie B.I.G. à Flatanger (Norvège) le 20 septembre 2023. Il est aussi un des dix grimpeurs à avoir réussi l'ascension d'une voie de bloc cotée au niveau maximum actuel (9A / V17), avec la répétition d'Alphane (en) en Suisse le 21
décembre 2023.

## Biographie
Il grimpe depuis qu'il a 12 ans.

### Jeux Olympiques d'été 2020
Pour la première apparition de l'escalade sportive aux Jeux Olympiques d'été, Jakob Schubert remporte le 5 août 2021 l'épreuve de difficulté au mur du Parc de sports urbains d'Aomi à Tokyo devançant ainsi le Tchèque Adam Ondra et se hissant à la troisième place du classement final du combiné, synonyme de médaille de bronze.

## Palmarès
Il est connu pour avoir remporté sept des dix étapes de la coupe du monde d'escalade de 2011. Cela le plaça premier du classement général de difficulté alors qu'il en était deuxième pour la coupe du monde d'escalade de 2010.

### Jeux Olympiques
Tokyo 2020
- Médaille de bronze[9]

Paris 2024
- Médaille de bronze[10]

### Championnats d'Europe
- 2010 à Innsbruck,  Autriche
  -  Médaille de bronze en difficulté
- 2022 à Munich,  Allemagne
  -  Médaille d’or en difficulté

### Championnats du monde
| Discipline | 2009 | 2011 | 2012 | 2014 | 2016 | 2018 | 2019 | 2021 | 2023 |
| ---------- | ---- | ---- | ---- | ---- | ---- | ---- | ---- | ---- | ---- |
| Difficulté | 26   | 2    | 1    | 5    | 2    | 1    | 3    | 1    | 1    |
| Bloc       | -    | -    | -    | -    | -    | 10   | 2    | 27   | 12   |
| Vitesse    | -    | -    | -    | -    | -    | 110  | 59   | -    | -    |
| Combiné    | -    | -    | -    | -    | -    | 1    | 2    | -    | 1    |

### Coupes du monde
| Discipline | 2007 | 2008 | 2009 | 2010 | 2011 | 2012 | 2013 | 2014 | 2015 | 2016 | 2017 | 2018 |
| ---------- | ---- | ---- | ---- | ---- | ---- | ---- | ---- | ---- | ---- | ---- | ---- | ---- |
| Difficulté | 26   | 7    | 4    | 2    | 1    | 3    | 2    | 1    | 3    | 2    | 6    | 1    |
| Bloc       |      |      | 60   | 65   | 19   | 3    | 2    | -    | 25   | 23   | 10   | 9    |
| Vitesse    | -    | -    | -    | -    | -    | 43   | 59   | -    | -    | -    | -    | 59   |
| Combiné    | -    | -    | 4    | 2    | 1    | 1    | 1    | -    | 4    | 2    | 6    | 1    |

## Voies notables
- B.I.G, 9c à Flatanger (Norvège) en septembre 2023, 3e 9c au monde[11].
- Perfecto Mundo, 9b+ à Margalef (Espagne) en novembre 2019.
- Erebor, 9b à Arco (Italie) en janvier 2022.
- King Capella, 9b à Siruana (Espagne) en décembre 2021.

## Bloc
- Alphane, 9A à Chironico (Suisse), le 18 décembre 2023[12]